# Open di Francia 2003
L'Open di Francia 2003, la 102ª edizione degli Open di Francia di tennis, si è svolto sui campi in terra rossa dello Stade Roland Garros di Parigi, Francia, dal 26 maggio all'8 giugno 2003.
Il singolare maschile è stato vinto dallo spagnolo Juan Carlos Ferrero, che si è imposto sull'olandese Martin Verkerk in tre set con il punteggio di 6–1, 6–3, 6–2. Il singolare femminile è stato vinto dalla belga Justine Henin, che ha battuto in finale in due set la connazionale Kim Clijsters. Nel doppio maschile si sono imposti Mike e Bob Bryan. Nel doppio femminile hanno trionfato Kim Clijsters e Ai Sugiyama. Nel doppio misto la vittoria è andata alla statunitense Lisa Raymond in coppia con Mike Bryan.

## Senior

### Singolare maschile
Juan Carlos Ferrero ha battuto in finale  Martin Verkerk con il punteggio di 6–1, 6–3, 6–2.

### Singolare femminile
Justine Henin ha battuto in finale  Kim Clijsters con il punteggio di 6–0, 6–4.

### Doppio maschile
Mike Bryan /  Bob Bryan hanno battuto in finale  Paul Haarhuis /  Evgenij Kafel'nikov con il punteggio di 7–6, 6–3.

### Doppio femminile
Kim Clijsters /  Ai Sugiyama hanno battuto in finale  Virginia Ruano Pascual /  Paola Suárez con il punteggio di 6(5)–7, 6–2, 9–7.

### Doppio misto
Lisa Raymond /  Mike Bryan hanno battuto in finale  Elena Lichovceva /  Mahesh Bhupathi con il punteggio di 6–3, 6–4.

## Junior

### Singolare ragazzi
Stan Wawrinka ha battuto in finale  Brian Baker con il punteggio di 7–5, 4–6, 6–3.

### Singolare ragazze
Anna-Lena Grönefeld ha battuto in finale  Vera Duševina con il punteggio di 6–4, 6–4.

### Doppio ragazzi
Gyorgy Balazs  /  Dudi Sela hanno battuto in finale  Kamil Čapkovič /  Lado Čichladze con il punteggio di 5–7, 6–1, 6–2.

### Doppio ragazze
Marta Fraga Pérez /  Adriana González Peñas hanno battuto in finale  Kateřina Böhmová /  Michaëlla Krajicek con il punteggio di 6–0, 6–3.